# الحرب الإدريسية اليمنية (1924 – 1925)
الحرب الإدريسية اليمنية هي حرب وقعت في عام 1343 هجري/1924م حصلت بعد محاولة أمام اليمن يحيى حميد الدين في السيطرة على إمارة الادارسه بعد ضعفها و انقسام الأسرة الإدريسية وقام بشن حملة على اراضي الامارة وإستولى على اراضي تهامة اليمن ولكنه لم يقدر على المناطق الباقية التي تعرف حاليا بجازان وأهم المعارك التي شهدها الجيش اليمني هناك هي معركة جبل شدا ومعركة حميضة في عام 1343 هجري ومعركة صامطة في عام 1344 هجري وانتهت بهزيمة إمام اليمن ، وبعد ذلك عقدت اتفاقية بين الحسن بن علي الإدريسي والملك عبد العزيز بن عبد الرحمن آل سعود ملك الحجاز ونجد وملحقاتها في مكة تعرف باتفاقية مكة 1926 تنص على أن شؤون الإمارة الخارجية تكون تحت سلطة الملك عبد العزيز ويتحكم الحسن الإدريسي بالشؤون الداخلية.